# Jonsereds IF
Jonsereds IF ist ein schwedischer Sportverein aus Jonsered in der Gemeinde Partille. Die Fußballmannschaft des Klubs spielte mehrere Jahre zweitklassig.

## Geschichte

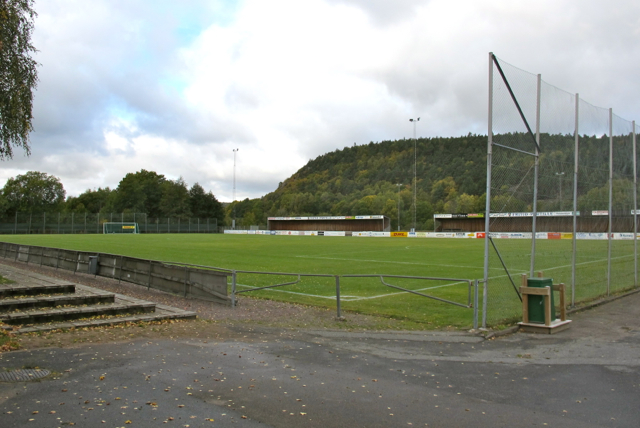
Der Sportplatz in Jonsered

Jonsereds IF  wurde am 2. Mai 1923 gegründet. Er entstand als Zusammenschluss von Jonsereds GoIF und Bokedalens IF. Die Fußballmannschaft des Fusionsvereins trat 1924 in der ersten Spielzeit der inoffiziellen zweitklassigen Västsvenska Serien an, in der als Tabellenzweiter hinter IFK Uddevalla nur knapp der Aufstieg in die Allsvenskan verpasst wurde. In den folgenden Jahren hielt sich JIF im vorderen Bereich, ehe in der Spielzeit 1928/29 der nun offiziell etablierten Division 2 nurmehr der letzte Tabellenrang heraussprang. Nach drei Jahren in der Drittklassigkeit profitierte die Mannschaft von einer Aufstockung der zweiten Liga und konnte als Tabellendritter zurückkehren.
Jonsereds IF verpasste als Vizemeister hinter Krokslätts FF aus Mölndal nur knapp den Durchmarsch ins Oberhaus. Anfangs konnte sich die Mannschaft erneut im vorderen Tabellenbereich etablieren. 1938 geriet der Verein in Abstiegsgefahr, konnte jedoch vor den Absteigern Alingsås IF und Karlstads BIK die Klasse halten. Zwei Jahre später wurde der Klassenerhalt als Vorletzter vor IF Örnen verpasst.
In der dritten Liga spielte Jonsereds um den Wiederaufstieg. Mehrmals gelang dabei der Mannschaft der Staffelsieg in der Division 3 Västsvenska Södra, in den Aufstiegsspielen scheiterte JIF jedoch regelmäßig. Erst als es ab der Spielzeit 1947/48 einen direkten Aufsteiger gab, konnte der Klub als Ligaerster in die Zweitklassigkeit zurückkehren. Nach zwei Jahren verpasste der Verein abermals den Klassenerhalt und musste zusammen mit IK Sleipner, dem Meister von 1938, in die Drittklassigkeit absteigen. Aber auch dort konnte sich die Mannschaft nicht lange halten und 1952 erfolgte der Absturz in die vierte Liga.
1956 gelang Jonsereds IF die Rückkehr in die Drittklassigkeit, in der vor BK Häcken und Billingsfors IK mit dem Staffelsieg der erneute Aufstieg in die Division 2 gelang. Nach dem direkten Wiederabstieg hielt sich die Mannschaft mehrere Jahre in der dritten Liga. Dem Abstieg 1965 folgte der Wiederaufstieg 1967. Mit nur einem Punkt musste die Mannschaft jedoch den direkten Wiederabstieg hinnehmen.
1973 schaffte Jonsereds abermals die Rückkehr in die dritte Liga. Dort gelang der Mannschaft mit acht Punkten Vorsprung auf Vizemeister Holmalunds IF der Staffelsieg. In der Aufstiegsrunde verpasste sie jedoch die Rückkehr in die Zweitklassigkeit. Als Tabellenletzter musste man IFK Hässleholm und Jönköpings Södra IF den Vortritt lassen. In der dritten Liga konnte sich der Klub anschließend bis zum Abstieg 1977 halten, schaffte aber den sofortigen Wiederaufstieg. Abermals überraschte der Aufsteiger und zog erneut in die Aufstiegsrunde ein. Wie 1973 scheitere JIF dort als Letzter und BK Forward sowie Karlstad BK hießen die Aufsteiger. In den folgenden Jahren spielte der Klub stetig um den Aufstieg. 1985 gelang erneut der Staffelsieg, im Duell mit Skellefteå AIK verpasste man erneut den Wiederaufstieg.
Nachdem nach einer Ligareform 1986 der Tabellenerste direkt aufsteigen konnte, profitierte Jonsereds IF 1988 von dieser Regelung. In der zweiten Liga spielte die Mannschaft gegen den Abstieg, der 1991 hingenommen werden musste. Nach dem direkten Wiederaufstieg belegte JIF 1994 nur einen Relegationsplatz. Nach einem Erfolg über Husqvarna FF scheiterte der Klub in der zweiten Runde an Norrby IF aus Borås und musste abermals absteigen. Nach Jahren im Mittelfeld der dritten Liga fand sich JIF 1998 auch hier auf einem Relegationsplatz wieder. Im Duell gegen Ljungby IF zog man den Kürzeren und musste in die vierte Liga. Dort spielte man um den Wiederaufstieg. Dieser gelang 2002 und anschließend spielte JIF bis 2004 drittklassig. 2005 qualifizierte sich der Klub für die neu geschaffene viertklassige Division 2.

## Trainer
- Torbjörn Nilsson (1988–1990)

## Spieler
- Torbjörn Nilsson (1966–1973, 1988–1989)